# Schouwburg Amphion
Schouwburg Amphion is een theater in Doetinchem dat onderdeel uitmaakt van Amphion Cultuurbedrijf. De naam komt uit het Oudgrieks: Ἀμφίων / Amphíôn, zoon van Zeus en Antiope. De schouwburg is de grootste in de Achterhoek en de op drie na grootste van Gelderland. Het Amphion huisvest zowel grote musicals, als kleine amateurproducties.

## Geschiedenis
Na jarenlang plannen en ontwerpen werd op 12 oktober 1968 Schouwburg Amphion geopend door de commissaris van de Koningin. Het lag net buiten het centrum, naast de bioscoop, aan het Amphionplein. In 2007 maakte directeur Henk Raben bekend dat er een nieuw gebouw zou worden gebouwd. In 2008 werd bekendgemaakt dat, uit de zeven mogelijke locaties, de Hofstraat als nieuwe locatie werd gekozen.

## Nieuw gebouw
Het nieuwe theater bevindt zich in het centrum van Doetinchem op circa 20 minuten loopafstand van het station. Onder het gebouw zijn parkeergelegenheden, in de vorm van een parkeergarage. Samen met de schouwburg werd de wijk Lookwartier gebouwd, die in 2012 de laatste huizen opleverde.
In september 2010 werd de nieuwe schouwburg geopend. Deze was verrezen op het oude Connexxion-terrein en werd geopend door koningin Beatrix. Het oude gebouw is gesloopt en veranderd in een park.
De schouwburg heeft twee zalen:
- Grote Zaal, met 860 stoelen.
- Seesing Flex Zaal met 300 stoelen.

Daarnaast beschikt het Amphion over de volgende foyers:
- Alpina Theaterlounge (theatercafé en restaurant)
- Reed Business Foyer (foyer van grote zaal)
- IG&D-foyer (foyer van kleine zaal)
- Henk Weenk Bar (loungefoyer)
- Cultureel Partner Foyer (loungefoyer)
- SDC Entree (entree)

### Bouwfouten
Binnen enkele jaren na de opening werd de gevel van het Amphion afgezet, aangezien er een kans bestond dat de Deense bakstenen loslieten. Er werd onderzoek gedaan naar de veiligheid van het gebouw. In oktober 2020 werd begonnen met herstelwerkzaamheden en in september 2021 werd de vernieuwde gevel opgeleverd.

## Theater van het Jaar
Schouwburg Amphion werd in 2012, 2016, 2017 en 2019 door de Vereniging Vrije Theater Producenten verkozen tot Theater van het Jaar. Daarmee was Amphion het meest bekroonde theater van Nederland. De VVTP Theater van het Jaarprijs wordt jaarlijks toegekend door 21 theaterproducenten en -impressariaten uit Nederland. De jury roemt Schouwburg Amphion en diens directeur Charles Droste onder meer vanwege hun gastvrijheid en professionaliteit.

## Amphion Cultuurbedrijf
Vanaf 1 januari 2021 gingen Schouwburg Amphion, Muziekschool Oost-Gelderland en Gruitpoort samen verder als Amphion Cultuurbedrijf, met als doel cultuur in de regio te waarborgen. De nieuwe organisatie behelst daarmee theater, filmhuis, muziek-/dansschool, educatie, cursussen en projecten voor de samenleving.

## Amphion Open
Jaarlijks organiseert Amphion de talentenjacht 'Amphion Open'. 